# 横浜市立南希望が丘中学校
横浜市立南希望が丘中学校（よこはましりつみなみきぼうがおかちゅうがっこう）は、神奈川県横浜市旭区南希望が丘に位置する公立中学校である。略称は南希中（なんきちゅう）。

## 沿革
- 1977年
  - 4月1日 - 創立。希望が丘中学校の校舎の一部と運動場に仮設したプレハブ校舎を使用。
  - 5月6日 - 新校舎へ移転。
  - 6月3日 - 開校記念日

## 部活動
当校には運動部8部と文化部3部の、計11部の部活動がある。
| 運動部 - 野球部 - サッカー部 - 卓球部 - 陸上競技部 - ソフトテニス部 - バドミントン部 - バレーボール部 - バスケットボール部 | 文化部 - 華道部 - 美術部 - 吹奏楽部 |

## 委員会活動
生徒会執行部と以下の委員会がある。
- 学級委員会
- 生活委員会
- 保健委員会
- 美化委員会
- 図書委員会
- 放送委員会
- 体育大会実行委員会
- 合唱コンクール実行委員会
- BIOTOP委員会
- 選挙管理委員会

## アクセス
【電車】相鉄本線希望ヶ丘駅で下車し、徒歩12分程度。